# Vindilis fornicata
Vindilis fornicata är en insektsart som beskrevs av Stsl 1870. Vindilis fornicata ingår i släktet Vindilis och familjen sköldstritar. Inga underarter finns listade i Catalogue of Life.